# Clorato di sodio
Il clorato di sodio è il sale di sodio dell'acido clorico.
A temperatura ambiente si presenta come un solido incolore o bianco inodore. È un composto nocivo.
Cristallizza in due tipi di cristalli chirali enantiometrici fra loro.

## Sintesi
Può essere sintetizzato facendo reagire del gas cloro con dell'idrossido di sodio ad alte temperature.
{\displaystyle {\ce {3Cl2 + 6NaOH -> 5NaCl + NaClO3 + 3H2O}}}
o far sintetizzare dalla elettrolisi una soluzione calda di cloruro di sodio in un serbatoio di elettrodo misto:
{\displaystyle {\ce {NaCl + 3H2O -> NaClO3 + 3H2}}}

## Usi
È un forte agente ossidante, viene impiegato negli esplosivi a base di clorato. Simile al clorato di potassio ma meno energico.
Se riscaldato alla temperatura di 528 K si decompone in cloruro di sodio (NaCl) e in ossigeno allo stato gassoso.
È utilizzato come diserbante per erbe infestanti su piazzali, massicciate ferroviarie ecc. Viene applicato sul terreno diluito in acqua, alla dose di 20-80 grammi per metro quadrato.

### Potenzialità
In sintesi chimica asimmetrica si può impiegare un enantiomero del clorato di potassio per catalizzare la formazione di prodotto enantiomericamente puro, così come dimostrato da diversi esperimenti.